# Wakedafucup
Wakedafucup (stylizowany jako #Wakedafucup) – szósty album studyjny amerykańskiej grupy muzycznej Onyx.

## Lista utworów
1. "Wakedafucup Intro" -	0:42
2. "Whut Whut" -	2:50
3. "We Don't Fuckin Care" (feat. ASAP Ferg & Sean Price) - 4:45
4. "Hustlin Hour" (feat. Makem Pay) - 3:26
5. "Buc Bac" - 3:06
6. "The Tunnel" (feat. Papoose & Cormega) - 4:19
7. "The Realest" - 2:51
8. "Wakedafucup" (featuring Dope D.O.D.)	- 4:49
9. "Dirty Cops" (feat.Snak the Ripper) - 3:47
10. "Boom!!" - 2:41
11. "Trust No Bitch" - 3:02
12. "One 4 da Team" (feat. Reks) - 3:47
13. "Hammers On Deck" - 2:31
14. "Turndafucup" - 2:56